# 2023 à la télévision
| Années de la télévision : 2020 - 2021 - 2022 - 2023 - 2024 - 2025 - 2026    |
| Décennies de la télévision : 1990 - 2000 - 2010 - 2020 - 2030 - 2040 - 2050 |

 (mai 2025).
Si vous disposez d'ouvrages ou d'articles de référence ou si vous connaissez des sites web de qualité traitant du thème abordé ici, merci de compléter l'article en donnant les références utiles à sa vérifiabilité et en les liant à la section « Notes et références ».
Cet article présente les faits marquants de l'année 2023 à la télévision.

## Événements
- 29 janvier : interview télévisée du Prince Harry sur M6 et TF1 ;
- 24 février : 48e cérémonie des César sur Canal+ ;
- 12 mars : 95e cérémonie des Oscars du cinéma diffusé sur ABC au États-Unis et Canal+ en France ;
- 3 avril : Boing cesse définitivement d'émettre à 5 h 59 et cède, dès lors, sa place à Cartoonito ;
- 17 avril : nouvel habillage info sur M6 ;
- Depuis mai : grève des scénaristes américains, combinée avec une grève de leurs collègues acteurs. Comme celle de 2007, elle affecte une grande partie de la production télévisuelle.
- 23 novembre : Célébration du 60e anniversaire de la série télévisée britannique de science-fiction Doctor Who.
- 28 août : nouvel habillage info sur France 2.
- 4 septembre : nouvel habillage de Gulli.
- 8 septembre au 28 octobre : 10e édition de la Coupe du monde de rugby diffusé entre autres sur TF1, France Télévisions et M6 en France, ITV et S4C au Royaume-Uni, Sky Sports Italia et Rai en Italie, Stan en Australie, Star+ en Amérique Latine ainsi plusieurs chaînes d'autre pays a travers le monde.
- 25 septembre : Première participation d'Émilien dans Les Douze Coups de midi
- 30 octobre : 67e cérémonie du Ballon d'or diffusé sur La chaîne L'Equipe en France.

## Émissions
| Émission                                      | Saison                                        | Date de début | Date de fin | Présentation                                  |
| TF1                                           | TF1                                           | TF1           | TF1         | TF1                                           |
| --------------------------------------------- | --------------------------------------------- | ------------- | ----------- | --------------------------------------------- |
| Le Grand Concours spéciale Pièce Jaunes       | Le Grand Concours spéciale Pièce Jaunes       | 13 janvier    | 13 janvier  | Arthur                                        |
| Une famille en or spéciale Astérix VS Obélix  | Une famille en or spéciale Astérix VS Obélix  | 20 janvier    | 20 janvier  | Camille Combal                                |
| Les Plus Belles Vacances                      | 6                                             | 10 juillet    | 18 août     | Valérie Damidot                               |
| M6                                            |                                               |               |             |                                               |
| La Meilleure Boulangerie de France            | 10                                            | 2 janvier     | 12 mai      | Bruno Cormerais Norbert Tarayre Noëmie Honiat |
| Qui veut être mon associé ?                   | 3                                             | 4 janvier     | 8 février   | Aucun                                         |
| Patron incognito                              | 10                                            | 9 janvier     | 13 février  | Aucun                                         |
| Scènes de ménages : ça se Corse...            | Scènes de ménages : ça se Corse...            | 17 janvier    | 17 janvier  | Aucun                                         |
| Caméra Café, 20 ans déjà                      | Caméra Café, 20 ans déjà                      | 24 janvier    | 24 janvier  | Aucun                                         |
| L'amour est dans le pré                       | 18                                            | 21 aout       | 20 novembre | Karine Le Marchand                            |
| Le Meilleur Pâtissier                         | 12                                            | 6 septembre   | 14 décembre | Marie Portolano                               |
| Gulli                                         |                                               |               |             |                                               |
| Le Meilleur Pâtissier célébrités              | 6                                             | 4 janvier     | 8 février   | Mercotte Norbert Tarayre                      |
| Les secrets des plus grandes foires de France | Les secrets des plus grandes foires de France | 5 janvier     | 23 février  | Camill Cerf                                   |
| Mon animal fait la loi                        | 2                                             | 20 février    | 13 mars     | Aucun                                         |

## Jeux télévisés
| Émission                              | Saison | Date de début      | Date de fin        | Présentation                                         | Notes                                                                      |
| TF1                                   | TF1    | TF1                | TF1                | TF1                                                  | TF1                                                                        |
| ------------------------------------- | ------ | ------------------ | ------------------ | ---------------------------------------------------- | -------------------------------------------------------------------------- |
| Ninja Warrior : Le Parcours des héros | 7      | 7 janvier          | 11 février         | Denis Brogniart Christophe Beaugrand Iris Mittenaere |                                                                            |
| Koh-Lanta : Le Feu sacré              | 24     | 21 février         | 13 juin            | Denis Brogniart                                      |                                                                            |
| The Voice : La Plus Belle Voix        | 12     | 25 février         | 3 juin             | Nikos Aliagas                                        | Arrivée de Bigflo et Oli en tant que juges avec un double-fauteuil         |
| Mask Singer                           | 5      | 14 avril           | 2 juin             | Camille Combal                                       | Arrivée de Élodie Frégé et de Michèle Bernier en tant que enquêtrice       |
| Familles nombreuses : la vie en XXL   | 7      | 12 mai             | 3 novembre         | Aucun                                                |                                                                            |
| Ma mère, ton père, l'amour et moi     | 1      | 3 août             | 24 août            | Hélène Mannarino                                     |                                                                            |
| Star Academy                          | 11     | 4 novembre         | 3 Février          | Nikos Aliagas Karima Charni                          | Arrivée de Cécile Chaduteau et Malika Benjelloun dans le corps professoral |
| M6                                    |        |                    |                    |                                                      |                                                                            |
| Top Chef                              | 14     | 1er mars           | 7 juin             | Stéphane Rotenberg                                   |                                                                            |
| Pékin Express : Le Chois secret       | 17     | 16 février         | 20 avril           | Stéphane Rotenberg                                   |                                                                            |
| La France a un incroyable talent      | 18     | 24 octobre         | 22 décembre        | Karine Le Marchand Juju Fitcats                      | Arrivée de Juju Fitcats à la présentation de l'After                       |
| W9                                    |        |                    |                    |                                                      |                                                                            |
| Les Apprentis aventuriers             | 6      | 13 février         | 24 avril           | Laurent Maistret                                     |                                                                            |
| C'est la famille                      | 3      | 14 mars            | 15 mars            |                                                      |                                                                            |
| Love Island                           | 1      | 24 avril           | 30 juin            | Delphine Wespiser                                    |                                                                            |
| C'est la famille                      | 4      | 3 juillet          | 1er août           |                                                      |                                                                            |
| Les Cinquante                         | 2      | 4 septembre        | 1er décecembre     | Le Lion Catalia Rasami                               |                                                                            |
| TFX                                   |        |                    |                    |                                                      |                                                                            |
| Mamans & célèbres                     | 8      | 3 avril            | 26 mai             | Aucun                                                |                                                                            |
| Mamans & célèbres                     | 9      | 28 août            | 17 novembre        | Aucun                                                |                                                                            |
| Time to Love : la roue de l'amour     | 1      | 28 août            | 14 octobre         | Aucun                                                |                                                                            |
| Gulli                                 |        |                    |                    |                                                      |                                                                            |
| Lego Masters USA                      | 3      | 7 janvier          | 11 février         | Will Arnett                                          |                                                                            |
| Prime Vidéo                           |        |                    |                    |                                                      |                                                                            |
| Cosmic Love France                    | 1      | 6 janvier          | 6 janvier          | Nabilla Vergara                                      |                                                                            |
| LOL : qui rit, sort !                 | 3      | 10 mars (partie 1) | 17 mars (partie 1) | Philippe Lacheau                                     |                                                                            |
| Celebrity Hunted – Chasse à l'Homme   | 3      | 17 novembre        | 17 novembre        |                                                      |                                                                            |

## Téléfilms
| Titre                         |            |  |  |             |            |          |            |  |
| ----------------------------- | ---------- |  |  | ----------- | ---------- | -------- | ---------- |  |
| L'Histoire d'Annette Zelman   |            |  |  |             | 25 janvier |          |            |  |
| À l'instinct                  | 28 janvier |  |  |             | 3 février  |          |            |  |
| Escape 2                      |            |  |  |             |            |          | 25 janvier |  |
| Fille de paysan               |            |  |  |             | 1er mars   |          |            |  |
| Comme mon fils                | 5 mars     |  |  | 20 mars     |            |          |            |  |
| Le Goût du crime              | 7 mars     |  |  |             |            | 15 avril |            |  |
| Flair de famille - Rouge sang | 9 mars     |  |  |             | 8 avril    |          |            |  |
| Superpapa                     |            |  |  | 13 novembre |            |          |            |  |
| Noël… Et plus si affinités    |            |  |  | 20 novembre |            |          |            |  |

## Séries télévisées en France

### Diffusées à la télévision
| Série                                                 | Saison | Date de début | Date de fin  |
| TF1                                                   | TF1    | TF1           | TF1          |
| ----------------------------------------------------- | ------ | ------------- | ------------ |
| Amour, Gloire et Beauté (à partir de l'épisode 8 688) | 35     | 02 janvier    | 1er novembre |
| Amour, Gloire et Beauté (à partir de l'épisode 8 688) | 36     | 02 novembre   | 4 septembre  |
| The Resident                                          | 4      | 04 janvier    | 08 février   |
| The Resident                                          | 5      | 15 février    | 05 avril     |
| And Just Like That...                                 | 1      | 04 janvier    | 1er février  |
| Les Disparus de la Forêt-Noire                        | 1      | 05 janvier    | 12 janvier   |
| Lycée Toulouse-Lautrec                                | 1      | 09 janvier    | 23 janvier   |
| Prométhée                                             | 1      | 11 janvier    | 25 janvier   |
| Balthazar                                             | 5      | 19 janvier    | 23 février   |
| The Flight Attendant                                  | 1      | 08 février    | 1er mars     |
| Prométhée                                             | 1      | 16 mars       | 30 mars      |
| Avenir                                                | 1      | 27 février    | 13 mars      |
| SAFE                                                  | 1      | 02 mars       | 09 mars      |
| Je te promets                                         | 3      | 03 avril      | 24 avril     |
| New York, unité spéciale                              | 23     | 05 avril      | 29 janvier   |
| Léo Matteï, Brigade des mineurs                       | 10     | 06 avril      | 20 avril     |
| Grey's Anatomy : Station 19                           | 5      | 19 avril      | 14 juin      |
| Grey's Anatomy                                        | 19     | 26 avril      | 28 juin      |
| HPI                                                   | 3      | 11 mai        | 29 juin      |
| Les Randonneuses                                      | 1      | 15 mai        | 29 mai       |
| Camping Paradis                                       | 14     | 03 juillet    | 15 juillet   |
| Les Feux de l'amour                                   | 49     | 12 juillet    | 5 août       |
| Demain nous appartient                                | 7      | 21 août       | 30 août      |
| Ici tout commence                                     | 4      | 28 août       | 26 août      |
| Les Bracelets Rouges : Nouvelle génération            | 4      | 11 septembre  | 25 septembre |
| Vise le cœur                                          | 2      | 29 septembre  | 13 octobre   |
| Cannes police criminelle                              | 1      | 09 octobre    | 16 octobre   |
| Master Crimes                                         | 1      | 10 octobre    | 23 novembre  |
| La Brea                                               | 2      | 24 octobre    | 12 décembre  |
| Clem                                                  | 13     | 06 novembre   | 06 novembre  |
| Panda                                                 | 1      | 30 novembre   | 14 décembre  |
| France 2                                              |        |               |              |
| Vortex                                                | 1      | 2 janvier     | 16 janvier   |
| Le Code                                               | 2      | 4 janvier     | 18 janvier   |
| L'affaire d'Outreau                                   | 1      | 17 janvier    | 24 janvier   |
| Piste noire                                           | 1      | 23 janvier    | 6 février    |
| L'Abîme                                               | 1      | 8 février     | 22 février   |
| L'Île prisonnière                                     | 1      | 13 février    | 27 février   |
| Meurtres au paradis                                   | 12     | 6 janvier     | 24 février   |
| L'École de la vie                                     | 2      | 5 avril       | 19 avril     |
| Infiltré(e)                                           | 1      | 25 septembre  | 09 octobre   |
| Les Invisibles                                        | 3      | 18 octobre    | 15 novembre  |
| Astrid et Raphaëlle                                   | 4      | 10 novembre   | 22 décembre  |
| Sambre                                                | 1      | 13 novembre   | 27 novembre  |
| France 3                                              |        |               |              |
| Les Enquêtes du commissaire Van der Valk              | 2      | 1er janvier   | 15 janvier   |
| Le Meilleur d'entre nous                              | 1      | 3 janvier     | 10 janvier   |
| McDonald et Dodds                                     | 2      | 12 février    | 26 février   |
| Les Enquêtes de Murdoch                               | 15     | 5 mars        | 2 avril      |
| Alex Hugo                                             | 8      | 4 avril       | 12 décembre  |
| Cassandre                                             | 8      | 06 avril      | En cours     |
| Enquêtes à Morecambe                                  | 1      | 23 avril      | 30 avril     |
| Meurtres à...                                         | 10     | 29 avril      | En cours     |
| Tandem                                                | 7      | 09 mai        | 13 juin      |
| O.P.J                                                 | 4      | 06 juillet    | En cours     |
| La Stagiaire                                          | 8      | 29 août       | 26 septembre |
| Brokenwood                                            | 8      | 1er octobre   | 1er novembre |
| Sophie Cross                                          | 2      | 31 octobre    | 14 novembre  |
| Canal+                                                |        |               |              |
| Bloodlands                                            | 2      | 9 janvier     | 16 janvier   |
| La nuit où Laurier Gaudreault s'est réveillé          | 1      | 23 janvier    | 6 février    |
| Django                                                | 1      | 13 février    | 13 mars      |
| Your Honor                                            | 2      | 23 février    | 23 mars      |
| The Morning Show                                      | 1      | 20 avril      | 18 mai       |
| B.R.I. (série télévisée)                              | 1      | 24 avril      | 15 mai       |
| 66-5                                                  | 1      | 18 septembre  | 9 octobre    |
| M6                                                    |        |               |              |
| Année Zéro                                            | 1      | 3 janvier     | 10 janvier   |
| Blanca                                                | 1      | 7 janvier     | 11 février   |
| Meurtre au polonium, l'affaire Litvinenko             | 1      | 19 janvier    | 26 janvier   |
| NCIS : Hawaï                                          | 1      | 18 février    | 8 avril      |
| NCIS : Hawaï                                          | 2      | 15 avril      | 24 juin      |
| 9-1-1                                                 | 6      | 4 avril       | 30 mai       |
| NCIS : Enquêtes spéciales                             | 20     | 15 avril      | 22 juillet   |
| En famille                                            | 12     | 3 juillet     | 25 août      |
| Scènes de ménage                                      | 15     | 28 août       | 5 juillet    |
| 9-1-1: Lone Star                                      | 3      | 23 septembre  | 28 octobre   |
| Arte                                                  |        |               |              |
| Profession : reporter                                 | 1      | 2 février     | 9 février    |
| Esterno Notte                                         | 1      | 15 mars       | 16 mars      |
| Sous contrôle                                         | 1      | 5 octobre     | 5 octobre    |
| TMC                                                   |        |               |              |
| Week-end Family                                       | 1      | 31 mars       | 14 avril     |
| TF1 Séries Films                                      |        |               |              |
| Love Life                                             | 1      | 3 février     | 10 février   |

### Diffusées sur les plateformes de streaming

#### Séries américaines et britanniques
| Série                                           | Saison  | Date de début           | Date de fin            | Notes                                                    |
| Disney+                                         | Disney+ | Disney+                 | Disney+                | Disney+                                                  |
| ----------------------------------------------- | ------- | ----------------------- | ---------------------- | -------------------------------------------------------- |
| Star Wars: The Bad Batch                        | 2       | 4 janvier               | 29 mars                |                                                          |
| Taiwan Crime Stories                            | 1       | 4 janvier               | En cours               |                                                          |
| Secret Invasion                                 | 1       | 21 juin                 | 26 juillet             |                                                          |
| Only Murders in the Building                    | 3       | 8 août                  | 3 octobre              |                                                          |
| Loki                                            | 2       | 6 octobre               | 10 novembre            |                                                          |
| What If...?                                     | 2       | 22 décembre             | 30 décembre            |                                                          |
| Doctor Who                                      | 14      | 25 décembre             | 22 juin                | Ncuti Gatwa est le 14e Docteur                           |
| Netflix                                         |         |                         |                        |                                                          |
| Ginny & Georgia                                 | 2       | 5 janvier               | 5 janvier              | Renouvelée pour 2 saisons supplémentaires                |
| Vinkings: Valhalla                              | 2       | 12 janvier              | 12 janvier             | Renouvelée                                               |
| Kung Fu Panda : Le Chevalier Dragon             | 2       | 12 janvier              | 12 janvier             |                                                          |
| That '90s Show                                  | 1       | 19 janvier              | 19 janvier             |                                                          |
| Lockwood and Co                                 | 1       | 27 janvier              | 27 janvier             | Annulée                                                  |
| You                                             | 4       | 9 février (partie 1)    | 9 mars (partie 2)      | Renouvelée                                               |
| Papa est un chasseur d'aliens                   | 1       | 9 février               | 9 février              |                                                          |
| Outer Banks                                     | 3       | 23 février              | 23 février             | Renouvelée                                               |
| Sex/Life                                        | 2       | 2 mars                  | 2 mars                 | Annulée                                                  |
| Shadow & Bone : La Saga Grisha                  | 2       | 16 mars                 | 16 mars                | Annulée                                                  |
| Agent Elvis                                     | 1       | 17 mars                 | 17 mars                |                                                          |
| The Night Agent                                 | 1       | 23 mars                 | 23 mars                |                                                          |
| Riverdale                                       | 7       | 30 mars                 | 23 août                | Dernière saison                                          |
| Acharnés                                        | 1       | 06 avril                | 06 avril               |                                                          |
| Toujours là pour toi                            | 2       | 27 avril (partie 2)     | 27 avril (partie 2)    |                                                          |
| Sweet Tooth                                     | 2       | 27 avril                | 27 avril               | Renouvelée                                               |
| La Reine Charlotte : Un chapitre Bridgerton     | 1       | 04 mai                  | 04 mai                 | Spin-off de La Chronique de Bridgerton                   |
| XO, Kitty                                       | 1       | 18 mai                  | 18 mai                 | Spin-off de À tous les garçons que j'ai aimés            |
| Fubar                                           | 1       | 25 mai                  | 25 mai                 |                                                          |
| Manifest                                        | 4       | 02 juin (partie 2)      | 02 juin (partie 2)     | Dernière saison                                          |
| Mes premières fois                              | 4       | 08 juin                 | 08 juin                | Dernière saison                                          |
| Human Ressource                                 | 2       | 09 juin                 | 09 juin                |                                                          |
| Black Mirror                                    | 6       | 15 juin                 | 15 juin                |                                                          |
| Outlander                                       | 7       | 17 juin (partie 1)      |                        | Renouvelée                                               |
| Titans                                          | 4       | 25 juin                 | 25 juin                |                                                          |
| The Witcher                                     | 3       | 29 juin (partie 1)      | 27 juillet (partie 2)  | Renouvelée                                               |
| La Défense Lincoln                              | 2       | 06 juillet (partie 1)   | 03 août (partie 2)     | Renouvelée                                               |
| Sonic Prime                                     | 2       | 13 juillet              | 13 juillet             |                                                          |
| La Loi de la plus forte                         | 1       | 13 juillet              | 13 juillet             |                                                          |
| À l'ombre des Magnolias                         | 3       | 20 juillet              | 20 juillet             |                                                          |
| Heartstopper                                    | 2       | 03 août                 | 03 août                | Renouvelée                                               |
| Painkiller                                      | 1       | 10 août                 | 10 août                |                                                          |
| L'Élu                                           | 1       | 16 juillet              | 16 juillet             |                                                          |
| One Piece                                       | 1       | 31 août                 | 31 août                | Renouvelée                                               |
| Désenchantée                                    | 5       | 01 septembre            | 01 septembre           | Dernière saison                                          |
| Top Boy                                         | 3       | 07 septembre            | 07 septembre           |                                                          |
| Virgin River                                    | 5       | 07 septembre (partie 1) | 30 novembre (partie 2) | Renouvelée                                               |
| Sex Education                                   | 4       | 21 septembre            | 21 septembre           | Dernière saison                                          |
| Everything Now                                  | 1       | 05 octobre              | 05 octobre             |                                                          |
| La Chute de la maison Usher                     | 1       | 12 octobre              | 12 octobre             |                                                          |
| Bodies                                          | 1       | 19 octobre              | 19 octobre             |                                                          |
| Big Mouth                                       | 7       | 20 octobre              | 20 octobre             |                                                          |
| Toute la lumière que nous ne pouvons voir       | 1       | 02 novembre             | 02 novembre            |                                                          |
| The Crown                                       | 6       | 16 novembre (partie 1)  | 14 décembre (partie 2) | Dernière saison                                          |
| Chargés à bloc                                  | 1       | 30 novembre             | 30 novembre            |                                                          |
| Berlin                                          | 1       | 29 décembre             | 29 décembre            | Spin-off de La Casa de Papel sur le personnage de Berlin |
| Prime Vidéo                                     |         |                         |                        |                                                          |
| The Rig                                         | 1       | 06 janvier              | 06 janvier             |                                                          |
| Hunters                                         | 2       | 13 janvier              | 13 janvier             |                                                          |
| La Légende de Vox Machina                       | 2       | 20 janvier              | 20 janvier             |                                                          |
| Harlem                                          | 2       | 03 février              | 03 février             |                                                          |
| Carnival Row                                    | 2       | 17 février              | 17 février             |                                                          |
| The Consultant                                  | 1       | 24 février              | 24 février             |                                                          |
| Daisy Jones & The Six                           | 1       | 03 mars                 | 24 mars                |                                                          |
| Swarm                                           | 1       | 17 mars                 | 17 mars                |                                                          |
| The Power                                       | 1       | 31 mars                 | 31 mars                |                                                          |
| The Marvelous Mrs. Maisel                       | 5       | 14 avril                | 14 avril               |                                                          |
| Dead Ringers                                    | 1       | 21 avril                | 21 avril               |                                                          |
| Citadel                                         | 1       | 28 avril                | 26 mai                 |                                                          |
| La roue du temps                                | 2       | 1re septembre           | 1re octobre            |                                                          |
| Le Continental : D'après l'Univers de John Wick | 1       | 22 septembre            | 6 octobre              | Spin-off de la saga cinématographique John Wick          |
| Gen V                                           | 1       | 29 septembre            | 29 septembre           | Spin-off de The Boys                                     |
| Upload                                          | 3       | 20 octobre              | 10 novembre            |                                                          |
| Bosch: Legacy                                   | 2       | 20 octobre              | 20 octobre             | Spin-off de la série Harry Bosch                         |

#### Séries françaises
- Netflix : saison 1 de En place à partir du 20 janvier.
- Netflix : saison 2 de Braqueurs : la série à partir du 17 février[12].
- Netflix : saison 1 de Jusqu'ici tout va bien à partir du 07 avril[12].
- Netflix : saison 2 de Oggy Oggy à partir du 17 avril[12].
- Prime Vidéo : saison 1 de Salade grecque à partir du 14 avril.
- Netflix : mini série Tapie à partir du 13 septembre.
- Netflix : saison 2 de Lupin à partir du 05 octobre.
- Prime Vidéo : saison 1 de Alphonse à partir du 12 octobre.
- Netflix : saison 1 de Pax Massilia à partir du 06 décembre.

#### Séries espagnoles
- Netflix : saison 3 de Sky Rojo à partir du 13 janvier[11].
- Netflix : saison 1 de La Petite Fille sous la neige à partir du 27 janvier.
- Prime Vidéo : saison 3 de El Internado : Las Cumbres à partir du 07 avril.
- Netflix : saison 2 de Bienvenidos a Edén à partir du 21 avril.
- Netflix : saison 1 de El silencio à partir du 19 mai.
- Netflix : saison 3 de Valeria à partir du 02 juin.
- Netflix : saison 1 de Dévoré par les flammes à partir du 08 septembre.
- Netflix : saison 7 de Élite à partir du 20 octobre.

#### Séries israéliennes
- Netflix : saison 4 de Fauda à partir du 20 janvier[11].

#### Séries polonaises
- Netflix : saison 2 de Sexify à partir du 1er janvier[11].

#### Séries danoises
- Netflix : saison 1 de Copenhagen Cowboy à partir du 05 janvier.
- Netflix : saison 3 de Ragnarök  à partir du 24 août.
- france.tv : L'Orchestre, du 15 septembre au 17 novembre 2023[14].

#### Séries italienne
- Netflix : saison 1 de La Vie mensongère des adultes, à partir du 4 janvier.
- Netflix : saison 1 de Ce monde ne m'aura pas, à partir du 09 juin.
- Netflix : saison 1 de Suburræterna, à partir du 14 novembre.

#### Séries argentine
- Netflix : saison 2 de Son Royaume, à partir du 22 mars.

#### Séries australienne
- Prime Vidéo : saison 1 de Class of '07 à partir du 16 mars.
- Netflix : saison 1 de Wellmania, à partir du 29 mars.

#### Séries norvégienne
- Netflix : saison 1 de L'Ecume de la guerre, à partir du 04 avril.

#### Séries allemande
- Netflix : saison 1 de Transatlantique, à partir du 07 avril.

#### Séries canadienne
- Netflix : saison 7 de Workin' Moms, à partir du 26 avril.

#### Séries turque
- Netflix : saison 1 de Le Tailleur, à partir du 02 mai.
- Netflix : saison 2 de Le Tailleur, à partir du 28 juillet.

#### Séries coréenne
- Netflix : saison 1 de Black Knight, à partir du 12 mai.
- Netflix : saison 2 de Sweet Home, à partir du 01 décembre.

#### Séries japonaise
- Netflix : saison 1 de The Days, à partir du 01 juin.
- Netflix : saison 1 de Famille en flammes, à partir du 01 juin.

#### Séries africaine
- Netflix : saison 1 de Fatal Seduction, à partir du 04 août.

#### Séries brésilienne
- Prime Vidéo : saison 2 de Dom à partir du 17 mars.

## Principaux décès
- 23 mars : Marion Game, actrice et doubleuse qui a notamment joué dans Scènes de ménage elle a également doublé le personnage de Lois dans la série américaine Malcolm (° 1938) ;
- 5 mai : Michel Cordes, acteur notamment connu pour son rôle de Roland Marci dans le feuilleton Plus belle la vie (° 1945) ;
- 16 juillet : Jane Birkin, chanteuse, actrice, réalisatrice et mannequin britannique (° 1946) ;

- 31 juillet : Angus Cloud, acteur américain et ayant joué dans la série Euphoria (° 1998) ;
- 1er août : Geneviève de Fontenay, créatrice et présidente du comité Miss France pendant 26 ans (° 1932) ;
- 12 octobre : Marwan Berreni, acteur connu pour son rôle dans le feuilleton Plus belle la vie (° 1988) ;
- 28 octobre : Matthew Perry acteur qui a notamment joué dans Friends (° 1969) ;
- 15 décembre : Guy Marchand acteur et chanteur (° 1937).

## Distinctions
- 75e cérémonie des Primetime Emmy Awards (cérémonie reportée en 2024 en raison de la grève simultanée des acteurs et des scénaristes)